# Oriola (Odèn)
Oriola és una masia situada al municipi d'Odèn, a la comarca catalana del Solsonès.